# Mimpi
Mimpi je videohra od českého studia Silicon Jelly. Hra je mixem adventury, plošinovky a logické hry. Byla vydána 8. října 2013 pro iOS, 12. prosince pro OS X a 19. prosince pro Android. Vyšla také ve verzi pro Microsoft Windows a Linux.

## Hratelnost
Mimpi se hraje jako klasická plošinovka, ale zároveň se objevují i adventurní prvky. Ovládáte pejska Mimpiho, s kterým postupujete přes level. Hráč si však musí pomáhat přímou interakcí s terénem - posouvat plošiny, natahovat lano, krmit ryby atd. Cestou také narazíte na řadu logických hádanek. Hra se celkově odehrává v 8 herních světech. Ty se od sebe liší, jak vizuálně, tak i hratelností. Například podvodní svět je nutné absolvovat v bublině, která při sebemenším kontaktu s okolím splaskne. Mezi jednotlivými herními světy musíte absolvovat minihru.

## Příběh
Hra sleduje osudy pejska Mimpiho. Tomu, když se probudil po denním šlofíku, se ztratil jeho páníček. Mimpi se jej vydá hledat. Ocitá se tak sám v snovém světě.
Tímto světem postupně prochází a později zjišťuje, že když byl s páníčkem na procházce, tak snědl čokoládového králička, který je pro něj toxický. On se tak nachází v toxické psychóze a musí si pomoci. Nakonec Mimpi dojde, až na konec snu a utká se s čokoládovým králíčkem, z kterého udělá alobalovou kuličku. Mimpi se následně uzdraví.

## Vývoj
Mimpi bylo ve vývoji zhruba od října 2012. Studio jej oznámilo v lednu 2013 a datum vydání bylo stanoveno na březen. Brzy poté Silicon Jelly spustilo crowdfundingovou kampaň na Indiegogo. V ní požadovali 10 000 dolarů, ale vybrali jich jen 112.
Na hře pracoval hlavně její designér Matěj Moravec a programátoři se do vývoje zapojili, až poté, co byly hotové první 4 levely. Soundtrack vypracovala firma Sype Studios. Hra v průběhu vývoje prošla řadou změn. Například délka hry měla být menší, ale obtížnost vyšší.
Hra byla dokončena v říjnu 2013 a vydala ji společnost Crescent Moon Games.[zdroj⁠?!] Byla vydána také na službě Steam prostřednictvím projektu Steam Greenlight.

## Přijetí
Hra byla kladně přijata kritikou a dosáhla poměrně vysokého počtu stažení. Byla chválena hlavně pro svoji hratelnost, grafiku, ale i hudební doprovod. Na druhou stranu však bylo kritizováno její ovládání a obtížnost.